# 派恩布拉夫
派恩布拉夫（英語：Pine Bluff）是美国阿肯色州傑佛遜縣的县城和最大城市，在2010年的人口普查时的城市人口是49,083人，但是，2017年的估计显示人口已经下降到42,984人，但仍然是阿肯色州的第十大城市。

## 姊妹市
| 城市             | 國家 | 締結日期      |
| ---------------- | ---- | ------------- |
| 坂東市（茨城縣） | 日本 | 1989年10月9日 |